# Effektiv temperatur (stjerne)
En stjernes effektive temperatur er gennemsnitstemperaturen i den dybde, vi kan se ned til gennem stjernens atmosfære.[kilde mangler]
Umiddelbart lyder dette meget enkelt, men fastsættelsen af stjernens effektive temperatur kompliceres meget af, at en stjerne (fx Solen) ikke har en fast overflade og af, at dens atmosfæres gennemsigtighed er afhængig af lysets bølgelængde.
Ideelt skulle man måle stjernens energiudsendelse, den såkaldte flux, indenfor et meget stort antal bølgelængde-intervaller, men i praksis er dette kun muligt for Solen og nogle få af de allerklareste stjerner.
Af denne årsag bestemmes en stjernes effektive temperatur i praksis ved, at man måler fluxen for et mindre antal bølgelængder, hvorefter man finder den bedste overensstemmelse mellem målingerne og sortlegemestråling beregnet ved hjælp af Wiens forskydningslov.
Eftersom ingen stjerne er et perfekt sortlegeme (pga. spektrets absorptionslinjer), er den effektive temperatur for flertallet af stjernerne fastsat med en mindre usikkerhed, som imidlertid ikke har praktisk betydning.
| Astronomi | Spire Denne artikel om astronomi er en spire som bør udbygges. Du er velkommen til at hjælpe Wikipedia ved at udvide den. |